# Eupithecia magnaria
Eupithecia magnaria là một loài bướm đêm trong họ Geometridae.